# Großer Preis von Mexiko 1967
Der Große Preis von Mexiko 1967 (offiziell VII Gran Premio de México) fand am 22. Oktober auf dem Autódromo Hermanos Rodríguez in Mexiko-Stadt statt und war das elfte und letzte Rennen der Automobil-Weltmeisterschaft 1967.

## Berichte

### Hintergrund
Vor dem letzten WM-Lauf der Saison lag Denis Hulme in der WM-Tabelle mit fünf Punkten Vorsprung vor seinem Teamkollegen, dem Titelverteidiger Jack Brabham. Außer den beiden hatte kein weiterer Fahrer mehr die Chance auf den Gewinn der Weltmeisterschaft. Das Team Brabham stand bereits seit dem Großen Preis von Italien als Konstrukteurs-Weltmeister fest.
Zum ersten Mal seit dem Großen Preis von Belgien setzte die Scuderia Ferrari einen zweiten Werkswagen neben dem von Stammfahrer Chris Amon ein. Jonathan Williams bestritt damit den ersten und einzigen Grand Prix seiner Rennfahrerkarriere.
Pedro Rodríguez kehrte nach seiner verletzungsbedingten Pause rechtzeitig zu seinem Heimrennen ins Cooper-Cockpit zurück. Er war dort allerdings der einzige Werksfahrer an diesem Wochenende, da Jochen Rindt das Team bereits verlassen und einen Brabham-Vertrag für das folgende Jahr abgeschlossen hatte.
Jo Siffert bestritt seinen 50. Grand Prix.

### Training
Schnellster des Trainings war bereits zum sechsten Mal in dieser Saison Jim Clark. Somit stand zum neunten Mal in Folge ein Lotus 49 auf dem ersten Startplatz.  Amon qualifizierte sich im Ferrari 312 für den zweiten Platz. In der zweiten Reihe platzierte sich Dan Gurney vor Clarks Teamkollegen Graham Hill. Die dritte Reihe setzte sich aus den beiden Brabham der Titel-Kontrahenten zusammen, wobei Brabham den etwas besseren Startplatz belegte.

### Rennen
Wegen eines Defektes an seiner Benzinpumpe konnte Gaststarter Mike Fisher das Rennen nicht aufnehmen. Der Große Preis von Kanada 1967 blieb somit seine einzige GP-Teilnahme.
Kurz nach dem Start fuhr Gurney auf den Lotus von Clark auf. Beide konnten das Rennen dennoch zunächst scheinbar unbeeinflusst fortsetzen. Gurney schied jedoch wenige Runden später wegen seines bei dem Unfall beschädigten Kühlers aus. An der Spitze lag in den ersten Runden Hill vor Amon. Beide wurden jedoch bis zur dritten Runde von Clark überholt, der das Rennen fortan durchgängig dominierte, obwohl seine Kupplung versagte.
Hill musste in der 18. Runde wegen einer gebrochenen Halbwelle aufgeben. Dadurch gelangte Brabham auf den dritten Rang. Da Hulme allerdings direkt hinter ihm auf dem vierten Rang lag, hatte er auf diese Weise keine Chance auf den WM-Titel.
Bis kurz vor Rennende verteidigte Amon den zweiten Rang. Dann wurde er durch Fehlzündungen des Ferrari-Motors behindert, die durch Kraftstoffmangel zustande kamen. Dies hatte zur Folge, dass Brabham, Hulme und Surtees an ihm vorbeiziehen konnten. Da Amons letzte Runde zu langsam war, um gewertet zu werden, erreichte er letztendlich den neunten Platz.
Hulme gewann zum ersten und einzigen Mal die Fahrer-Weltmeisterschaft. Er ist bis heute der einzige Neuseeländer, dem dies gelang.

## Meldeliste
| Team                        | Nr. | Fahrer               | Chassis      | Motor                    | Reifen |
| --------------------------- | --- | -------------------- | ------------ | ------------------------ | ------ |
| Brabham Racing Organisation | 01  | Jack Brabham         | Brabham BT24 | Repco 740 3.0 V8         | G      |
| Brabham Racing Organisation | 02  | Denis Hulme          | Brabham BT24 | Repco 740 3.0 V8         | G      |
| Honda Racing                | 03  | John Surtees         | Honda RA300  | Honda RA273E 3.0 V12     | F      |
| Team Lotus                  | 05  | Jim Clark            | Lotus 49     | Ford Cosworth DFV 3.0 V8 | F      |
| Team Lotus                  | 06  | Graham Hill          | Lotus 49     | Ford Cosworth DFV 3.0 V8 | F      |
| Team Lotus                  | 18  | Moisés Solana        | Lotus 49     | Ford Cosworth DFV 3.0 V8 | F      |
| Owen Racing Organisation    | 07  | Jackie Stewart       | BRM P115     | BRM P75 3.0 H16          | G      |
| Owen Racing Organisation    | 08  | Mike Spence          | BRM P83      | BRM P75 3.0 H16          | G      |
| Scuderia Ferrari SpA SEFAC  | 09  | Chris Amon           | Ferrari 312  | Ferrari 242 3.0 V12      | F      |
| Scuderia Ferrari SpA SEFAC  | 12  | Jonathan Williams    | Ferrari 312  | Ferrari 242 3.0 V12      | F      |
| Mike Fisher                 | 10  | Mike Fisher          | Lotus 33     | BRM P60 2.1 V8           | F      |
| Anglo American Racers       | 11  | Dan Gurney           | Eagle T1G    | Weslake 58 3.0 V12       | G      |
| Bruce McLaren Motor Racing  | 14  | Bruce McLaren        | McLaren M5A  | BRM P142 3.0 V12         | G      |
| Rob Walker Racing           | 15  | Jo Siffert           | Cooper T81   | Maserati 9/F1 3.0 V12    | F      |
| Joakim Bonnier Racing Team  | 16  | Joakim Bonnier       | Cooper T81   | Maserati 9/F1 3.0 V12    | F      |
| Reg Parnell Racing          | 17  | Chris Irwin          | BRM P83      | BRM P75 3.0 H16          | F      |
| Guy Ligier                  | 19  | Guy Ligier           | Brabham BT20 | Repco 620 3.0 V8         | F      |
| Cooper Car Company          | 21  | Pedro Rodríguez      | Cooper T81B  | Maserati 10/F1 3.0 V12   | F      |
| Matra Sports                | 22  | Jean-Pierre Beltoise | Matra MS7    | Ford-Cosworth FVA 1.6 L4 | G      |

## Klassifikationen

### Startaufstellung
| Pos. | Fahrer               | Konstrukteur    | Zeit    | Ø-Geschwindigkeit | Start |
| ---- | -------------------- | --------------- | ------- | ----------------- | ----- |
| 01   | Jim Clark            | Lotus-Ford      | 1:47,56 | 167,348 km/h      | 01    |
| 02   | Chris Amon           | Ferrari         | 1:48,04 | 166,605 km/h      | 02    |
| 03   | Dan Gurney           | Eagle-Weslake   | 1:48,10 | 166,512 km/h      | 03    |
| 04   | Graham Hill          | Lotus-Ford      | 1:48,74 | 165,532 km/h      | 04    |
| 05   | Jack Brabham         | Brabham-Repco   | 1:49,08 | 165,017 km/h      | 05    |
| 06   | Denis Hulme          | Brabham-Repco   | 1:49,46 | 164,444 km/h      | 06    |
| 07   | John Surtees         | Honda           | 1:49,80 | 163,934 km/h      | 07    |
| 08   | Bruce McLaren        | McLaren-B.R.M.  | 1:50,06 | 163,547 km/h      | 08    |
| 09   | Moisés Solana        | Lotus-Ford      | 1:50,52 | 162,866 km/h      | 09    |
| 10   | Jo Siffert           | Cooper-Maserati | 1:51,89 | 160,872 km/h      | 10    |
| 11   | Mike Spence          | B.R.M.          | 1:52,25 | 160,356 km/h      | 11    |
| 12   | Jackie Stewart       | B.R.M.          | 1:52,34 | 160,228 km/h      | 12    |
| 13   | Pedro Rodríguez      | Cooper-Maserati | 1:52,85 | 159,504 km/h      | 13    |
| 14   | Jean-Pierre Beltoise | Matra-Ford      | 1:53,08 | 159,179 km/h      | 14    |
| 15   | Chris Irwin          | B.R.M.          | 1:54,38 | 157,370 km/h      | 15    |
| 16   | Jonathan Williams    | Ferrari         | 1:54,80 | 156,794 km/h      | 16    |
| 17   | Joakim Bonnier       | Cooper-Maserati | 1:55,57 | 155,750 km/h      | 17    |
| 18   | Mike Fisher          | Lotus-B.R.M.    | 1:57,41 | 153,309 km/h      | 18    |
| 19   | Guy Ligier           | Brabham-Repco   | 1:58,45 | 151,963 km/h      | 19    |

### Rennen
| Pos. | Fahrer               | Konstrukteur    | Runden | Stopps | Zeit       | Start | Schnellste Runde |
| ---- | -------------------- | --------------- | ------ | ------ | ---------- | ----- | ---------------- |
| 01   | Jim Clark            | Lotus-Ford      | 65     | 0      | 1:59:28,70 | 01    | 1:48,13          |
| 02   | Jack Brabham         | Brabham-Repco   | 65     | 0      | + 1:25,36  | 05    | 1:49,89          |
| 03   | Denis Hulme          | Brabham-Repco   | 64     | 0      | + 1 Runde  | 06    | 1:49,92          |
| 04   | John Surtees         | Honda           | 64     | 0      | + 1 Runde  | 07    | 1:50,22          |
| 05   | Mike Spence          | B.R.M.          | 63     | 0      | + 2 Runden | 11    | 1:52,02          |
| 06   | Pedro Rodríguez      | Cooper-Maserati | 63     | 0      | + 2 Runden | 13    | 1:52,49          |
| 07   | Jean-Pierre Beltoise | Matra-Ford      | 63     | 0      | + 2 Runden | 14    | 1:53,20          |
| 08   | Jonathan Williams    | Ferrari         | 63     | 0      | + 2 Runden | 16    | 1:53,56          |
| 09   | Chris Amon           | Ferrari         | 62     | 0      | DNF        | 02    | 1:49,10          |
| 10   | Joakim Bonnier       | Cooper-Maserati | 61     | 0      | + 4 Runden | 17    | 1:55,55          |
| 11   | Guy Ligier           | Brabham-Repco   | 61     | 0      | + 4 Runden | 19    | 1:57,34          |
| 12   | Jo Siffert           | Cooper-Maserati | 59     | 0      | DNF        | 10    | 1:53,21          |
| –    | Bruce McLaren        | McLaren-B.R.M.  | 45     | 2      | DNF        | 08    | 1:52,08          |
| –    | Chris Irwin          | B.R.M.          | 33     | 0      | DNF        | 15    | 1:55,96          |
| –    | Jackie Stewart       | B.R.M.          | 24     | 0      | DNF        | 12    | 1:54,30          |
| –    | Graham Hill          | Lotus-Ford      | 18     | 0      | DNF        | 04    | 1:51,17          |
| –    | Moisés Solana        | Lotus-Ford      | 12     | 0      | DNF        | 09    | 1:52,62          |
| –    | Dan Gurney           | Eagle-Weslake   | 4      | 0      | DNF        | 03    | 1:53,82          |
| DNS  | Mike Fisher          | Lotus-B.R.M.    | –      | –      | –          | 18    | –                |

## WM-Stände nach dem Rennen
Die ersten sechs des Rennens bekamen 9, 6, 4, 3, 2, 1 Punkte. Die besten fünf Ergebnisse der ersten sechs und die besten vier der restlichen fünf Rennen zählten zur Meisterschaft. In der Konstrukteurswertung zählten dabei nur die Punkte des bestplatzierten Fahrers eines Teams.

### Fahrerwertung
| Pos. | Fahrer               | Konstrukteur                    | Punkte  |
| ---- | -------------------- | ------------------------------- | ------- |
| 01   | Denis Hulme          | Brabham-Repco                   | 51      |
| 02   | Jack Brabham         | Brabham-Repco                   | 46 (48) |
| 03   | Jim Clark            | Lotus-B.R.M.                    | 41      |
| 04   | John Surtees         | Honda                           | 20      |
| 05   | Chris Amon           | Ferrari                         | 20      |
| 06   | Pedro Rodríguez      | Cooper-Maserati                 | 15      |
| 07   | Graham Hill          | Lotus-Ford                      | 15      |
| 08   | Dan Gurney           | Eagle-Weslake                   | 13      |
| 09   | Jackie Stewart       | B.R.M.                          | 10      |
| 10   | Mike Spence          | B.R.M.                          | 9       |
| 11   | John Love            | Cooper-Climax                   | 6       |
| 12   | Joseph Siffert       | Cooper-Maserati                 | 6       |
| 13   | Jochen Rindt         | Cooper-Maserati                 | 6       |
| 14   | Joakim Bonnier       | Cooper-Maserati                 | 3       |
| 15   | Bruce McLaren        | McLaren-B.R.M. / Eagle-Weslake  | 3       |
| 16   | Bob Anderson         | Brabham-Climax                  | 2       |
| 17   | Mike Parkes          | Ferrari                         | 2       |
| 18   | Chris Irwin          | Lotus-B.R.M. / B.R.M.           | 2       |
| 19   | Guy Ligier           | Cooper-Maserati / Brabham-Repco | 1       |
| 20   | Ludovico Scarfiotti  | Ferrari                         | 1       |
| 21   | Jacky Ickx           | Matra-Ford / Cooper-Maserati    | 1       |
| 22   | Jean-Pierre Beltoise | Matra-Ford                      | 0       |

| Pos. | Fahrer              | Konstrukteur      | Punkte |
| ---- | ------------------- | ----------------- | ------ |
| 23   | Alan Rees           | Cooper-Maserati   | 0      |
| 24   | David Hobbs         | B.R.M. / Lola-BMW | 0      |
| 25   | Jonathan Williams   | Ferrari           | 0      |
| 26   | Richard Attwood     | Cooper-Maserati   | 0      |
| 27   | Mike Fisher         | Lotus-B.R.M.      | 0      |
| –    | Jackie Oliver       | Lotus-Ford        | 0      |
| –    | Dave Charlton       | Brabham-Climax    | 0      |
| –    | Luki Botha          | Brabham-Climax    | 0      |
| –    | Piers Courage       | Lotus-B.R.M.      | 0      |
| –    | Sam Tingle          | LDS-Climax        | 0      |
| –    | Lorenzo Bandini †   | Ferrari           | 0      |
| –    | Johnny Servoz-Gavin | Matra-Ford        | 0      |
| –    | Brian Hart          | Protos-Ford       | 0      |
| –    | Silvio Moser        | Cooper-A.T.S.     | 0      |
| –    | Hubert Hahne        | Lola-BMW          | 0      |
| –    | Kurt Ahrens         | Protos-Ford       | 0      |
| –    | Jo Schlesser        | Matra-Ford        | 0      |
| –    | Gerhard Mitter      | Brabham-Ford      | 0      |
| –    | Moisés Solana       | Lotus-Ford        | 0      |
| –    | Al Pease            | Eagle-Climax      | 0      |
| –    | Eppie Wietzes       | Lotus-Ford        | 0      |
| –    | Ludovico Scarfiotti | Eagle-Weslake     | 0      |

### Konstrukteurswertung
| Pos. | Konstrukteur    | Punkte  |
| ---- | --------------- | ------- |
| 01   | Brabham-Repco   | 63 (67) |
| 02   | Lotus-Ford      | 44      |
| 03   | Cooper-Maserati | 28      |
| 04   | Honda           | 20      |
| 05   | Ferrari         | 20      |
| 06   | B.R.M.          | 17      |
| 07   | Eagle-Weslake   | 13      |
| 08   | Cooper-Climax   | 6       |

| Pos. | Konstrukteur   | Punkte |
| ---- | -------------- | ------ |
| 09   | Lotus-B.R.M.   | 6      |
| 10   | McLaren-B.R.M. | 3      |
| 11   | Brabham-Climax | 2      |
| 12   | Matra-Ford     | 0      |
| –    | Lotus-Climax   | 0      |
| –    | LDS-Climax     | 0      |
| –    | Protos-Ford    | 0      |
| –    | Lola-BMW       | 0      |